# Намукулу (округ)
Намукулу (англ. Namukulu) — самый маленький из 14 округов Ниуэ (владение Новой Зеландии). Административным центром округа является одноимённая деревня.

## Географическая характеристика
Округ Намукулу расположен в северо-западной части острова Ниуэ. Его площадь составляет 1,48 км².
Крайние точки:
- север: 18°58′08″ ю. ш. 169°53′30″ з. д.HGЯO;
- юг, запад: 18°58′54″ ю. ш. 169°54′01″ з. д.HGЯO;
- восток: 18°58′43″ ю. ш. 169°52′57″ з. д.HGЯO;

Граничит с округами: Туапа и Хикутаваке. На западе и северо-западе омывается Тихим океаном.